# Piniphantes plumatus
Piniphantes plumatus là một loài nhện trong họ Linyphiidae.
Loài này thuộc chi Piniphantes. Piniphantes plumatus được Andrei V. Tanasevitch miêu tả năm 1986.